# Visaginas
Visaginas je okresní město okresu Visaginas na východě Utenského kraje. Je produktem industrializační politiky SSSR - město postavené na zelené louce na sklonku sovětské éry pro zaměstnance Ignalinské jaderné elektrárny pod názvem Sniečkus na počest Antanase Sniečkuse.
Obyvatelstvo tvoří přistěhovalci, proto se vyznačuje pestrou národnostní a náboženskou skladbou. Podle statistiky z roku 1996 více než 55 % tvoří Rusové, asi 16 % Litevci, 10 % Bělorusové, 9 % Poláci, téměř 6 % Ukrajinci a téměř 1 % Tataři). Právě díky elektrárně, která pokrývala 80 % spotřeby elektřiny Litvy, je město všeobecně známým pojmem, přestože tu dnes žije jen okolo 20 000 obyvatel.
Otázka osudu elektrárny byla i tématem přístupových jednání Litvy do EU, přičemž se litevská vláda zavázala elektrárnu uzavřít. Na základě smlouvy o vstupu Litvy do Evropské unie byl 31. prosince 2004 zastaven provoz prvního bloku elektrárny. Dne 31. prosince 2009 byl uzavřen druhý blok. V souvislosti se zrušením pracovních míst se rozvíjejí projekty podpory turismu v oblasti.

## Sport
- FK Interas fotbalový klub;
- KK Visaginas basketbalový klub;

## Partnerská města
- Zambrów, Polsko
- Slavutyč, Ukrajina
- Obninsk, Rusko
- Smarhoń, Bělorusko